# Cargadoor
Een cargadoor, scheepsagent, scheepsmakelaar of scheepsbevrachter brengt de transportcontracten tot stand tussen reder en de aanbieder van de lading (verlader). De cargadoor zorgt ervoor dat alles wordt geregeld voor de schepen en dat de schepen zonder problemen of wachttijden de haven kunnen binnenlopen. In beginsel gaat het een cargadoor om het (laten) verrichten van logistieke activiteiten.
Over de diensten van de cargadoor zeggen de Algemene Nederlandse Cargadoorsvoorwaarden 2009 dat daartoe behoren:
- Diensten verricht in een onderneming, die als bedrijf uitoefent het voor reders, vervoerders, tijdbevrachters en/of kapiteins van zeeschepen behandelen van scheeps- en vervoerzaken;
- het afleveren van inkomende lading;
- het in ontvangst nemen van uitgaande lading, waaronder te begrijpen is alles dat verricht moet worden ter zake van of voor het scheepvaart- en/of vervoerbedrijf, waaronder bijvoorbeeld begrepen het optreden als (douane-) expediteur en het voeren van scheepsmanagement, alles in de ruimste zin des woords.[2]

De overeenkomst met betrekking tot het vervoer van goederen en/of passagiers tegen een overeengekomen prijs en tegen bepaalde voorwaarden wordt vastgelegd in de bevrachtingsovereenkomst (charter party).
De cargadoor en de havenagent zijn de respectievelijk Nederlandse en Vlaamse benamingen van functies die een flinke overlap hebben of grotendeels gelijk zijn.